# Kodinar
Kodinar là một thành phố và khu đô thị của quận Junagadh thuộc bang Gujarat, Ấn Độ.

## Nhân khẩu
Theo điều tra dân số năm 2001 của Ấn Độ, Kodinar có dân số 32.606 người. Phái nam chiếm 52% tổng số dân và phái nữ chiếm 48%. Kodinar có tỷ lệ 67% biết đọc biết viết, cao hơn tỷ lệ trung bình toàn quốc là 59,5%: tỷ lệ cho phái nam là 74%, và tỷ lệ cho phái nữ là 59%. Tại Kodinar, 15% dân số nhỏ hơn 6 tuổi.